# Higuerón (Tumbes)
Higuerón es un caserío peruano ubicado en el distrito de San Jacinto, perteneciente a la provincia y el departamento de Tumbes, al norte del Perú. 

## Ubicación
Higuerón se ubica al centro de la provincia de Tumbes, en el distrito de San Jacinto, en el departamento de Tumbes.

## Demografía
En 2017 Higuerón tenía una población de 322 habitantes.
| Gráfica de evolución demográfica de Higuerón entre 1993 y 2017 |
|                                                                |
| Fuentes: Población 1993 y 2017                                 |